# Since You’re Gone
Since You’re Gone (с англ. — «С Тех Пор, как Ты Ушла») — одиннадцатый в общем и второй с альбома Shake It Up сингл американской рок-группы The Cars, вышедший 8 марта 1982 года на лейбле Elektra Records.

## О песне
"Since You’re Gone" — это пауэр-баллада о разрыве отношений. Критик AllMusic Дональд А. Гуариско хвалит "вдохновенную игру слов" в текстах, таких как "you're so treacherous/when it comes to tenderness (с англ. — «ты такая коварная /когда дело доходит до нежности»)", но также отмечает проникновенность текстов, таких как "Since you're gone I never feel sedate/Since you're gone moonlight ain't so great (с англ. — «С тех пор, как ты ушла, я никогда не чувствую себя спокойным/ С тех пор, как ты ушла, лунный свет не так хорош»)". Музыкальный критик Джим Бохен описывает строчку "Since you're gone everything's in perfect tense (с англ. — «С тех пор как ты ушла, всё в идеальном напряжении»)" как пример "грамотного остроумия" Окасека. Критик Boston Globe Стив Морс рассматривает такие строки, как "since you're gone the nights are getting strange/since you're gone I'm throwing it all away/I can't help it everything's a mess (с англ. — «с тех пор, как ты ушла, ночи становятся странными/с тех пор, как ты ушла, я все бросаю/ я ничего не могу с этим поделать, все в беспорядке»)" "банальными". Однако активистка Филлис Шлэфли интерпретирует некоторые строки как призыв к самоубийству, когда "жизнь не стоит того, чтобы жить после ухода любимого человека".
Мелодия использует нетрадиционный стиль, но, по словам Гуариско, музыка "сохраняет эмоциональный тон текстов, поскольку соединяет похожие на песнопения стихи с Бриджем, построенным на восходящих фразах, которые затрагивают сердце". Согласно примечаниям к обложке Just What I Needed: The Cars Anthology, "Since You’re Gone" — это пример "[более] игривого качества... в написании Окасека ", с подражанием Бобу Дилану, где Стив Морс заявляет: "...он подражает вокальной фразировке Дилана". (например, строка: "You're so treacher-ess! (с англ. — «Ты такой вероломный!»)"). Автор San Francisco Examiner Майкл Голдберг отмечает, что, несмотря на эмоциональную тему песни, вокальный тон Окасека отстранённый, "почти как если бы он обсуждал компьютер, который больше не работает". С другой стороны, критик Knight-Ridder Newspapers Кит Томас описывает пение Окасека как "страстное". Гитарист Эллиот Истон играет гитарное соло, которое "отдаёт дань уважения лидеру King Crimson Роберту Фриппу". Томас описывает гитары как "дерзкие", а синтезаторы как "заводные".

## Выпуск
В 1982 году "Since You’re Gone" была выпущена в качестве второго сингла с альбома Shake It Up, как продолжение "Shake It Up". Песня, поддержанная "Think It Over" в Америке и "Maybe Baby" в Великобритании, достигла 41-й строчки в Billboard Hot 100 и 24-й строчки в чарте Billboard Mainstream Rock. За синглом последовали "Victim of Love" в Америке и "Think It Over" в Великобритании.
Как и на многие другие синглы The Cars, на песню "Since You’re Gone" было снято музыкальное видео, в котором Рик Окасек сыграл главную роль в "хандре по пустой квартире". В то время видео получило широкую трансляцию на MTV. По словам Томаса, видео является одним из лучших в истории The Cars.

## Приём
"Since You’re Gone" с тех пор получила высокую оценку многих музыкальных критиков. Критик AllMusic Дональд Гуариско описал песню как "солидную демонстрацию [сильного баланса между дальновидным звучанием и классическим написанием поп-песен], использующую высокотехнологичную аранжировку и иронию новой волны, чтобы вдохнуть новую жизнь в пауэр-балладу", назвав её "солидным сплавом рок-баллады", напыщенностью и футуризмом новой волны, которые не попали в топ-40 поп-чартов". Грег Прато, также из AllMusic, сказал, что "меланхоличная "Since You’re Gone" остаётся одной из лучших историй о разбитых сердцах Окасека". Томас описал её как "приятную поп-мелодию".

## Список композиций

### США 7" Сингл
Слова и музыка всех песен — Рик Окасек.
| №  | Название                                                 | Основной вокал | Длительность |
| -- | -------------------------------------------------------- | -------------- | ------------ |
| 1. | «Since You’re Gone» (с англ. — «С Тех Пор, как Ты Ушла») | Окасек         | 3:30         |

| №  | Название                                  | Основной вокал | Длительность |
| -- | ----------------------------------------- | -------------- | ------------ |
| 1. | «Think It Over» (с англ. — «Обдумай Это») | Бенджамин Орр  | 4:56         |

### Англия 7" Сингл
| №  | Название                                     | Основной вокал | Длительность |
| -- | -------------------------------------------- | -------------- | ------------ |
| 1. | «Since You’re Gone» (с англ. — «Встряхнись») | Окасек         | 3:30         |

| №  | Название                                      | Основной вокал | Длительность |
| -- | --------------------------------------------- | -------------- | ------------ |
| 1. | «Maybe Baby» (с англ. — «Детка "Может Быть"») | Окасек         | 5:04         |

### Англия 12"Picture DiscСингл
| №  | Название                                                 | Основной вокал | Длительность |
| -- | -------------------------------------------------------- | -------------- | ------------ |
| 1. | «Since You’re Gone» (с англ. — «С Тех Пор, как Ты Ушла») | Окасек         | 3:29         |

| №  | Название                                                          | Основной вокал | Длительность |
| -- | ----------------------------------------------------------------- | -------------- | ------------ |
| 1. | «My Best Friend’s Girl» (с англ. — «Девушка Моего Лучшего Друга») | Окасек         | 3:42         |
| 2. | «Let’s Go» (с англ. — «Пойдём»)                                   | Орр            | 3:33         |

## Участники записи
- Рик Окасек — ритм-гитара, вокал (Since You’re Gone, Maybe Baby, My Best Friend’s Girl), бэк-вокал (Think It Over, Let’s Go)
- Эллиот Истон — соло-гитара, бэк-вокал
- Бенджамин Орр — бас-гитара, вокал (Think It Over, Let’s Go), бэк-вокал (Since You’re Gone, Maybe Baby, My Best Friend’s Girl)
- Дэвид Робинсон — ударные, перкуссия
- Грег Хоукс — клавишные, бэк-вокал

## Чарты
| Чарт (1982)                       | Наивысшая позиция |
| --------------------------------- | ----------------- |
| Великобритания (UK Singles Chart) | 37                |
| США (Billboard Hot 100)           | 41                |
| США (Billboard Mainstream Rock)   | 24                |
| US Cash Box Top 100 Singles       | 51                |